# Надросье
Надросье (укр. Надросся; до 1930 года — Жидовцы, укр. Жидівці, с 1930 по 2016 год — Чапа́евка, укр. Чапаєвка) — село на Украине, находится в Винницком районе Винницкой области. Располагается у реки Рось.

## История
В VII—VIII веках в этом районе проживали бужане (дулебы), которых окружают с севера — древляне и поляне, с запада — белые хорваты, волыняне, Аварский каганат — авары (обры); с востока — уличи, и с юга — тиверцы. Вполне возможно, что эти славянские народы тесно пересекались и не имели строгих границ проживания.
В начале XIII века весь окружающий район выжжен татаро-монголами вместе с частью населения.

## Популяция населения
Население по переписи 2001 года составляет 361 человек.

## Адрес местного совета
22245, Винницкая область, Винницкий р-н, с. Надросье, ул. Спортивная, 42